# ديلر سكوفيديو + رينفرو
قالب:Infobox architectural practiceقالب:Infobox architectural practiceقالب:Infobox architectural practiceقالب:Infobox architectural practiceقالب:Infobox architectural practiceقالب:Infobox architectural practiceقالب:Infobox architectural practice
Diller Scofidio + Renfro هو استوديو تصميم أمريكي متعدد التخصصات يدمج الهندسة المعمارية والفنون البصرية والفنون المسرحية. مقرها في مدينة نيويورك، يقود Diller Scofidio + Renfro أربعة شركاء - إليزابيث ديلر وريكاردو سكوفيديو وتشارلز رينفرو وبنجامين جيلمارتين - الذين يعملون مع فريق من المهندسين المعماريين والفنانين والمصممين والباحثين.

## سيرة شخصية
تأسس الاستوديو من قبل إليزابيث ديلر وريكاردو سكوفيديو في عام 1981، ومن ثم انضم تشارلز رينفرو في عام 1997 وأصبح شريكًا في عام 2004. أصبح بنيامين جيلمارتين شريكًا في عام 2015. التحقت إليزابيث ديلر بمدرسة كوبر يونيون للفنون وحصلت على درجة البكالوريوس في الهندسة المعمارية من كلية كوبر يونيون للهندسة المعمارية، وهي أستاذة الهندسة المعمارية في كلية الهندسة المعمارية بجامعة برينستون وأستاذة زائرة في مدرسة بارتليت للهندسة المعمارية. في عام 2009، اختارت مجلة تايم ديلر كواحد من «أكثر 100 شخصية مؤثرة في العالم». التحق ريكاردو سكوفيديو بمدرسة كوبر يونيون للهندسة المعمارية وحصل على درجة الماجستير في الهندسة المعمارية من جامعة كولومبيا. سكوفيديو أستاذ فخري للهندسة المعمارية في Cooper Union. التحق تشارلز رينفرو بجامعة رايس وحصل على درجة الماجستير في العلوم في التصميم المعماري المتقدم من كلية الدراسات العليا للهندسة المعمارية والتخطيط والحفظ بجامعة كولومبيا. رينفرو أستاذ زائر في جامعة رايس وجامعة كولومبيا، من بين آخرين.
في الفترة من 1999 إلى 2004، كرمت مؤسسة MacArthur عمل الشركة بجائزة "العبقرية" ، مشيرة إلى أنها «ابتكرت شكلاً بديلاً للممارسة المعمارية التي توحد التصميم والأداء والوسائط الإلكترونية مع النظرية والنقد الثقافي والمعماري. يستكشف عملهم كيفية عمل الفضاء في ثقافتنا ويوضح أن العمارة، عندما تُفهم على أنها المظهر المادي للعلاقات الاجتماعية، موجودة في كل مكان، وليس فقط في المباني».  

## الشغل
تشمل الهيئة الدولية للأعمال المعمارية المكتملة لشركة Diller Scofidio + Renfro مركز لينكولن لإعادة تطوير الفنون المسرحية في نيويورك (بما في ذلك إعادة تصميم Alice Tully Hall)، وتجديد وتوسيع مدرسة Juilliard ، و Hypar Pavilion Lawn and Restaurant ،  توسيع مدرسة الباليه الأمريكية، والتجديدات في ردهة مسرح ولاية نيويورك، ودخول المظلة إلى أسبوع الموضة في مركز لينكولن، والأماكن العامة في جميع أنحاء الحرم الجامعي، ومشهد المعلومات، وجسر الرئيس.

### أعمال مختاره
- Blur ، جناح مبني من الضباب على بحيرة نوشاتيل بتكليف من المعرض السويسري 02، (2002)
- انزلاقي، مجمع سكني في جيفو، اليابان (2003)
- معهد الفن المعاصر، أول متحف جديد يتم بناؤه في بوسطن منذ 100 عام (2006)
- مركز بيري ومارتي جرانوف للفنون الإبداعية لجامعة براون في بروفيدنس، رود آيلاند (2011)
- The Shed ، مركز ثقافي في Hudson Yards ، نيويورك ، نيويورك (2019)

- توسيع متحف الفن الحديث (MoMA) في مدينة نيويورك؛
- The Broad ، وهو متحف رئيسي للفن الحديث في لوس أنجلوس؛ [8]
- متحف بيركلي للفنون وأرشيف أفلام المحيط الهادئ [9] في جامعة كاليفورنيا ، بيركلي؛
- مبنى التعليم بالمركز الطبي بجامعة كولومبيا [10] وكلية كولومبيا للأعمال في مدينة نيويورك؛ متحف الصورة والصوت [11] على شاطئ كوباكابانا في ريو دي جانيرو؛
- مبنى الفنون وتاريخ الفن بجامعة ستانفورد؛ [12]
- D Tower («الكورسيه») في 15 Hudson Yards ، برج سكني [13] للشركات ذات الصلة، جزء من مشروع إعادة تطوير Hudson Yards في مدينة نيويورك

في عام 2013، فازت Diller Scofidio + Renfro في مسابقة التصميم الدولية لـ Zaryadye Park ، وهي مساحة عامة جديدة تبلغ مساحتها 35 فدانًا بجوار الكرملين في موسكو، روسيا.

### مشاريع التثبيت والأداء
تشمل مشاريع التثبيت والأداء التي تم الانتهاء منها مؤخرًا ما يلي: The Art of Scent 1889-2010 ،  معرض لفن حاسة الشم في متحف الفنون والتصميم. Open House ،  تركيب في Levittown بالتعاون مع Droog؛ كيف أصبح النبيذ حديثًا  بالنسبة إلى سفموما؛ كن على طبيعتك مع مسرح الرقص الأسترالي؛ معرض Exit (Terre Natale) لمؤسسة Fondation Cartier ، والذي تم تقديمه أيضًا في مؤتمر الأمم المتحدة المعني بتغير المناخ (COP15) في كوبنهاغن؛ موسيقى متنقلة  لـ Evento 2009 في بوردو؛ تشين سيتي لمعرض فينيسيا الدولي الحادي عشر للهندسة المعمارية لعام 2008 ؛ Arbores Laetae  لبينالي ليفربول 2008؛ هل يتناسب العقاب مع الجريمة؟ عن مؤسسة ساندريتو ري ريبودينغو تورين؛ ورسم أكشن لمتحف بيلير في بازل.

## صالة عرض

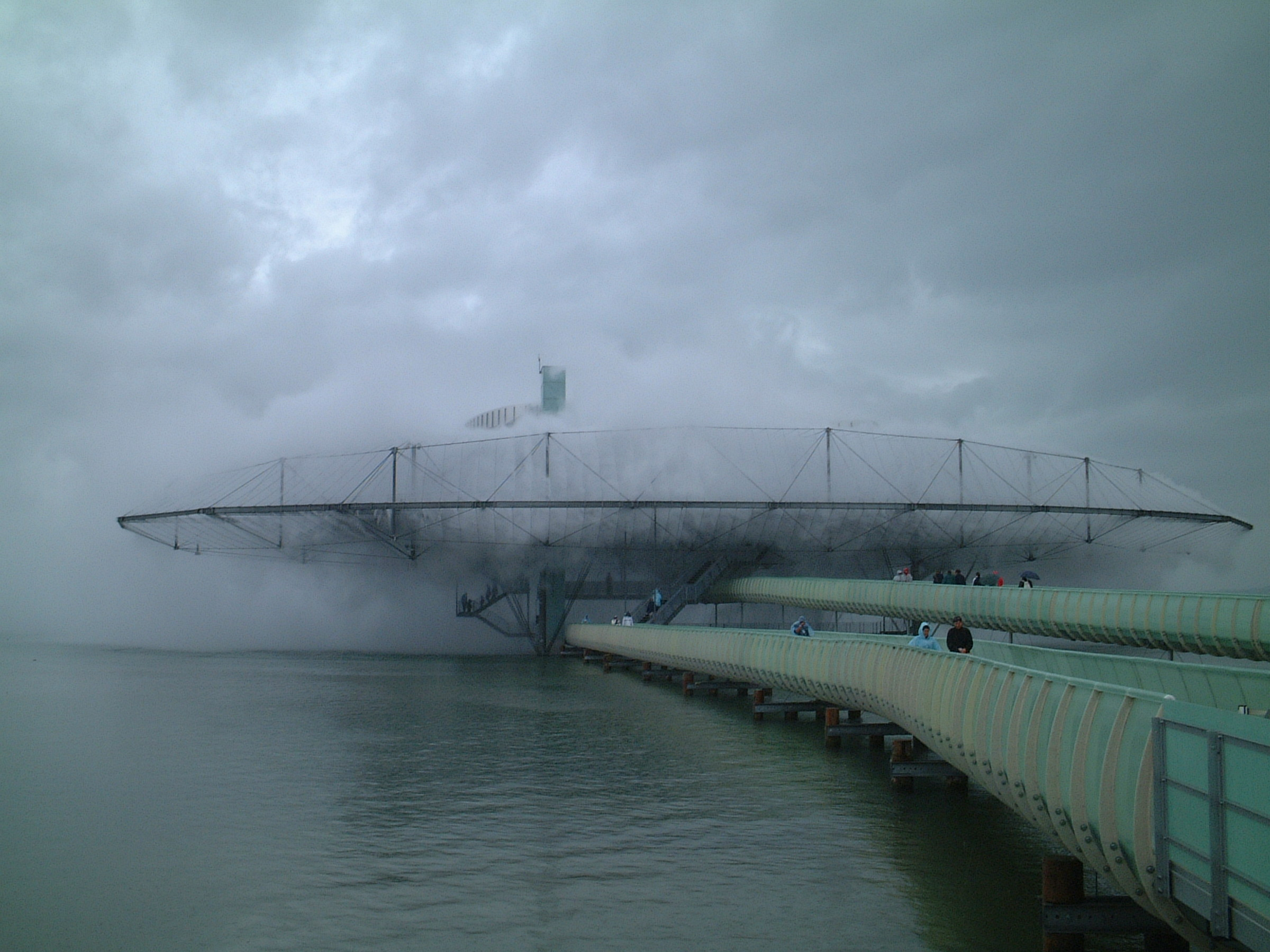
مبنى Blur في Expo.02 في Yverdon
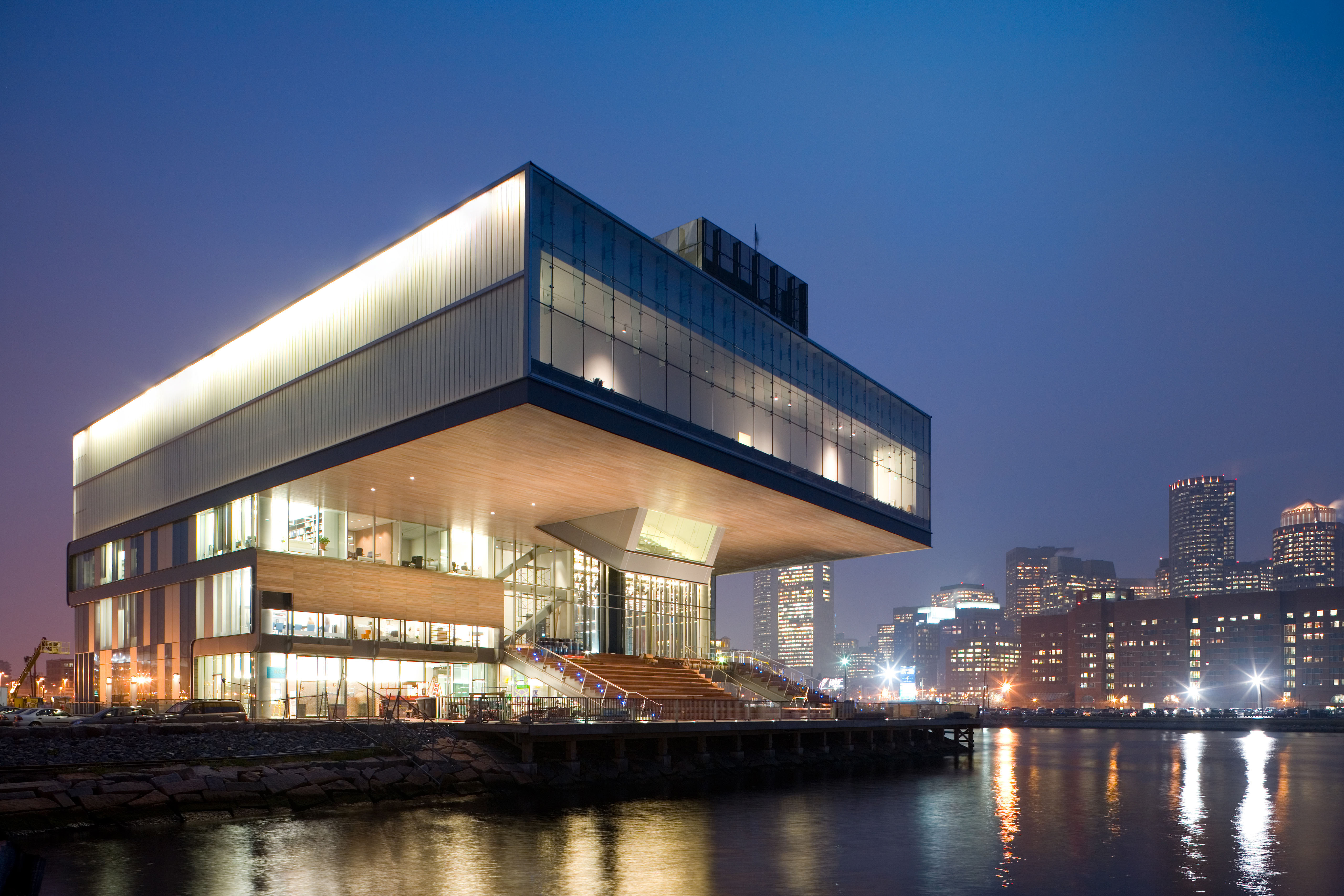
معهد الفن المعاصر ، بوسطن (2007)
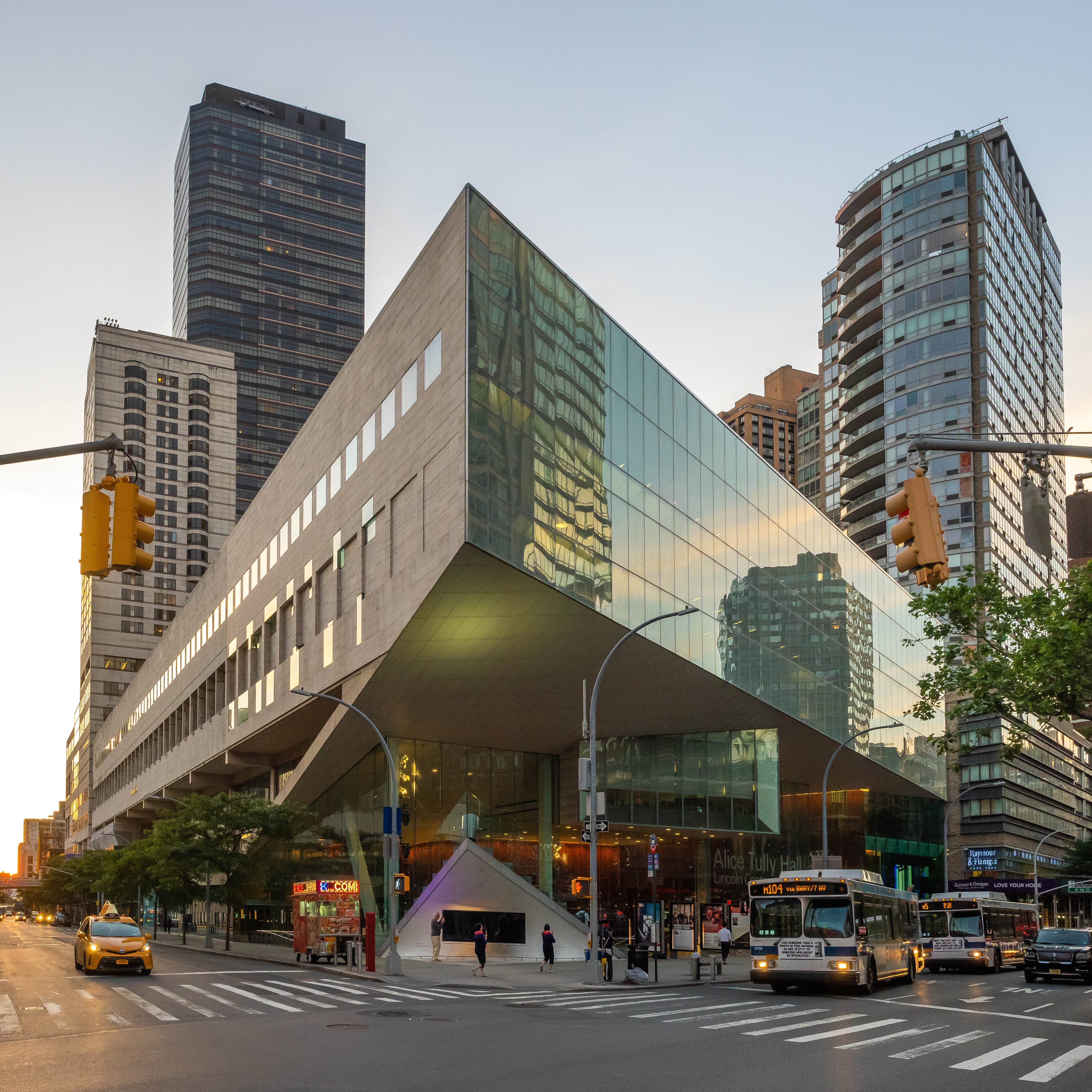
أليس تولي هول (2009)
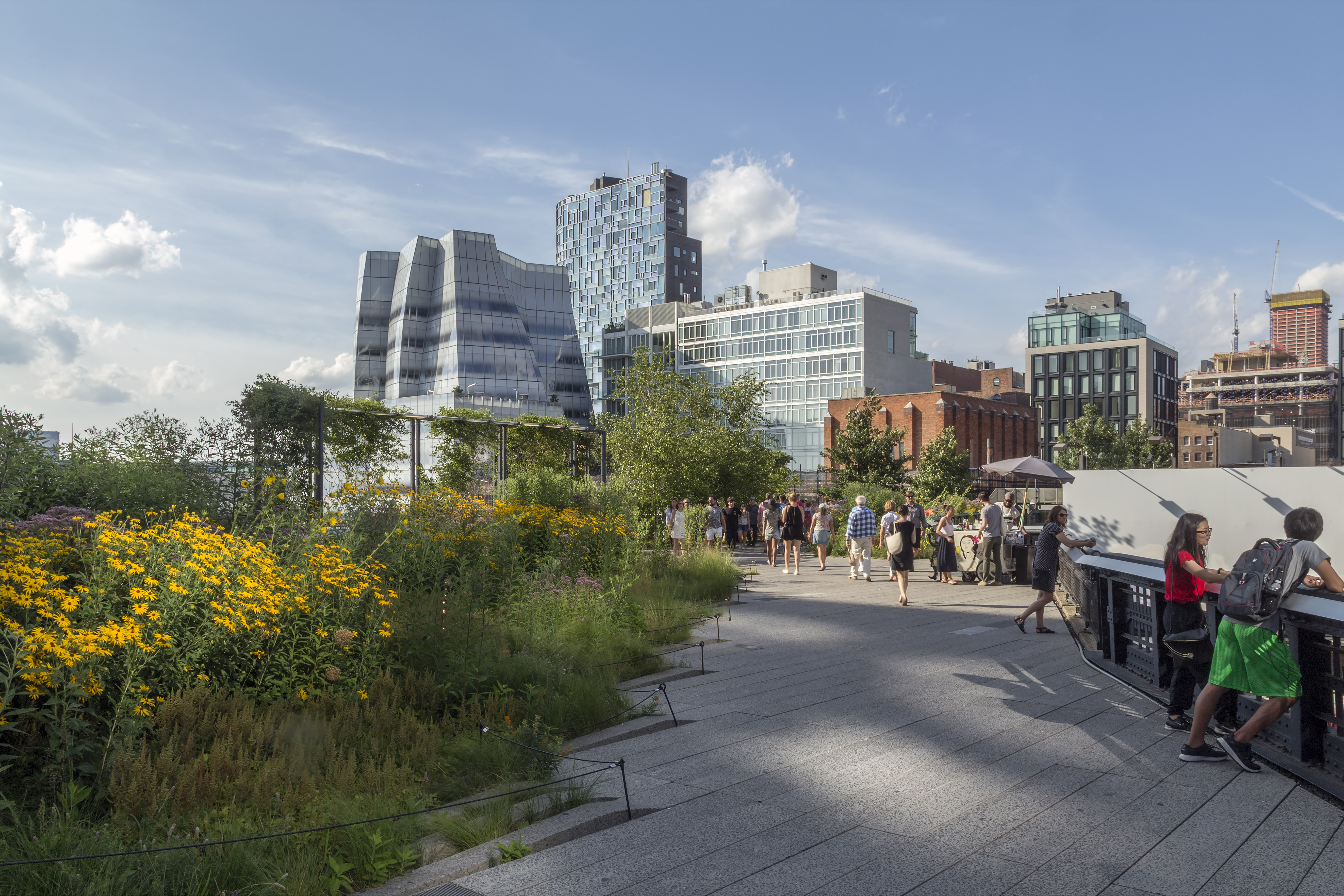
هاي لاين ، نيويورك ، نيويورك (2009-2014)
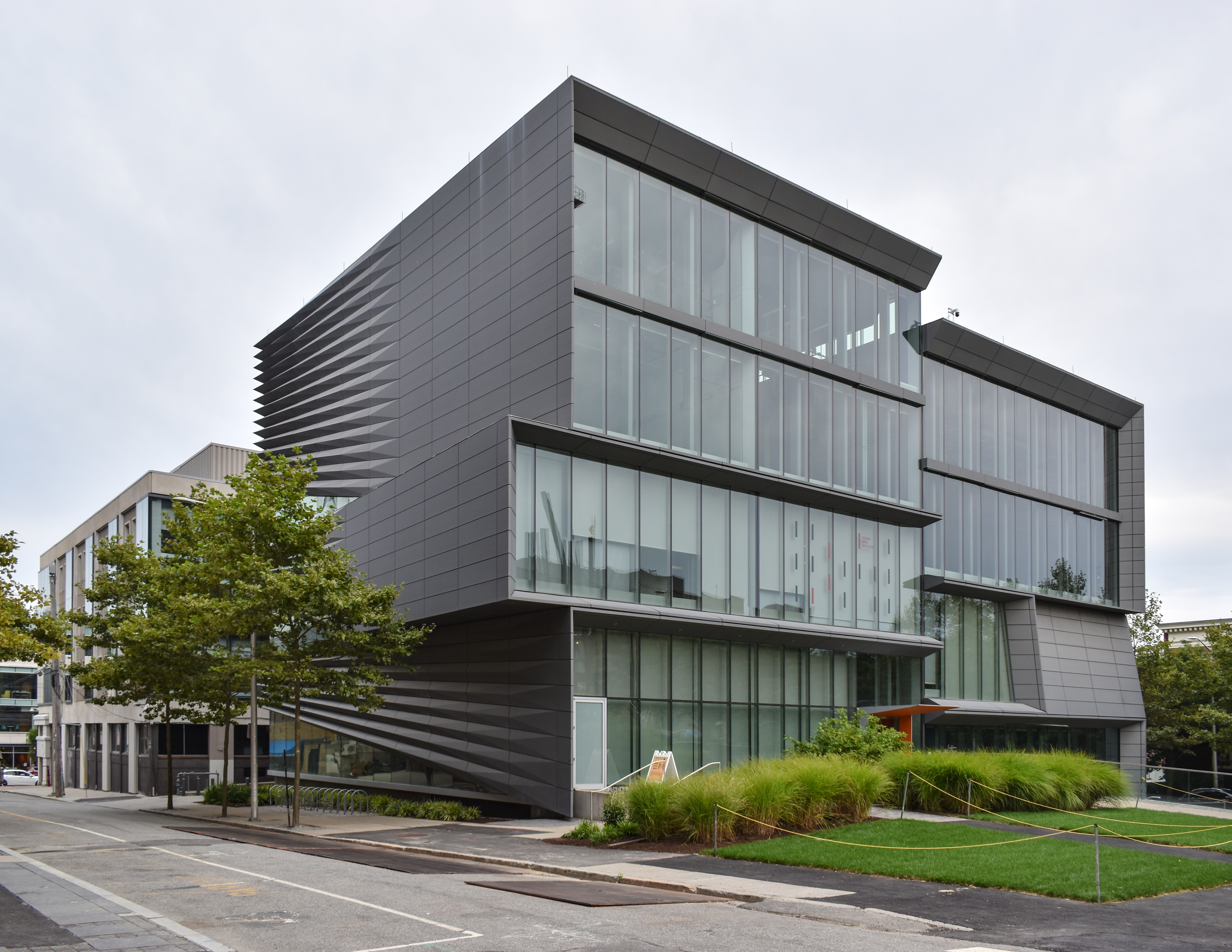
مركز جرانوف للفنون الإبداعية ، جامعة براون (2011)
ذا برود ، لوس أنجلوس ، كاليفورنيا (2015)
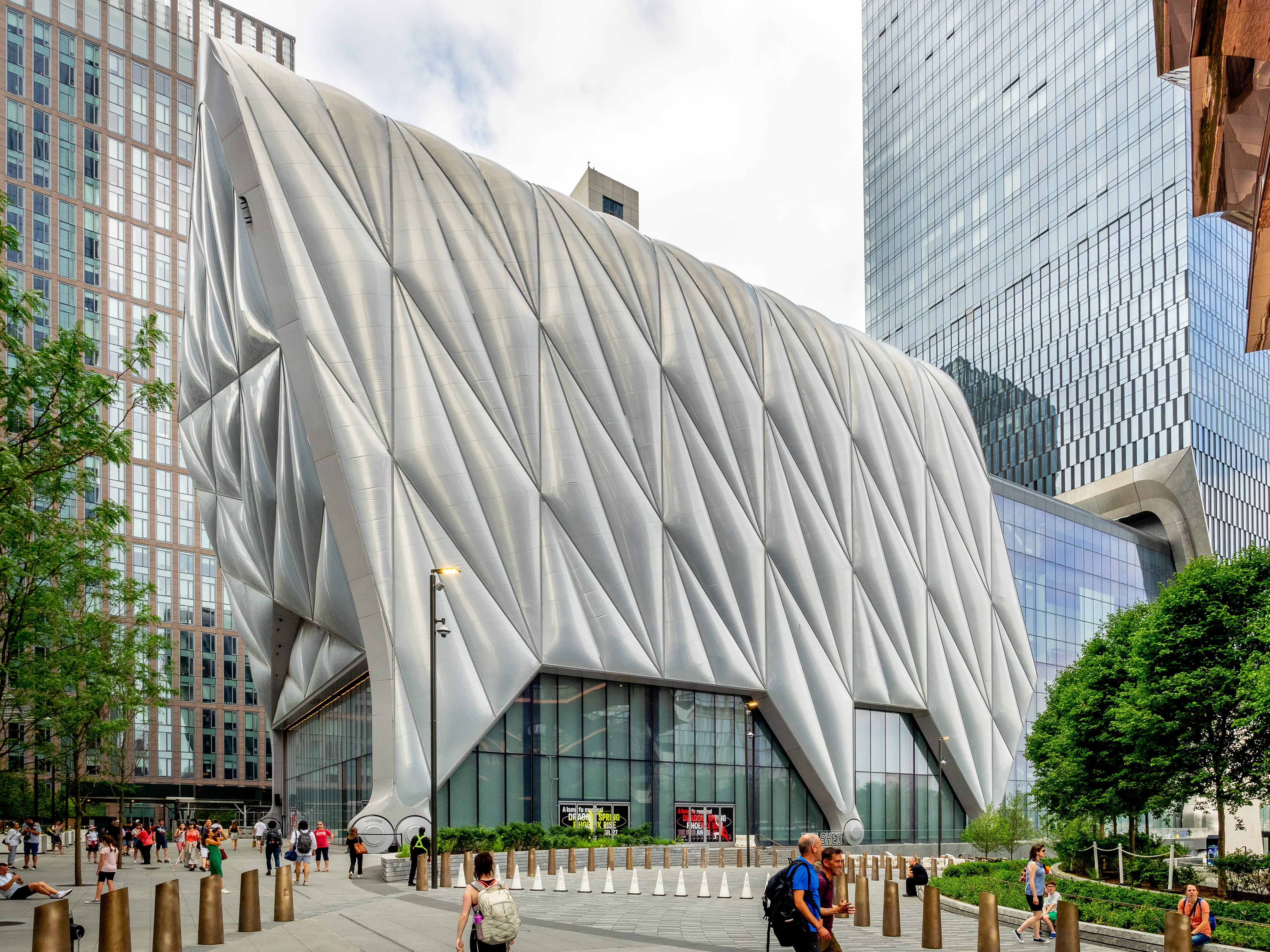
ذا شيد ، نيويورك ، نيويورك (2019)
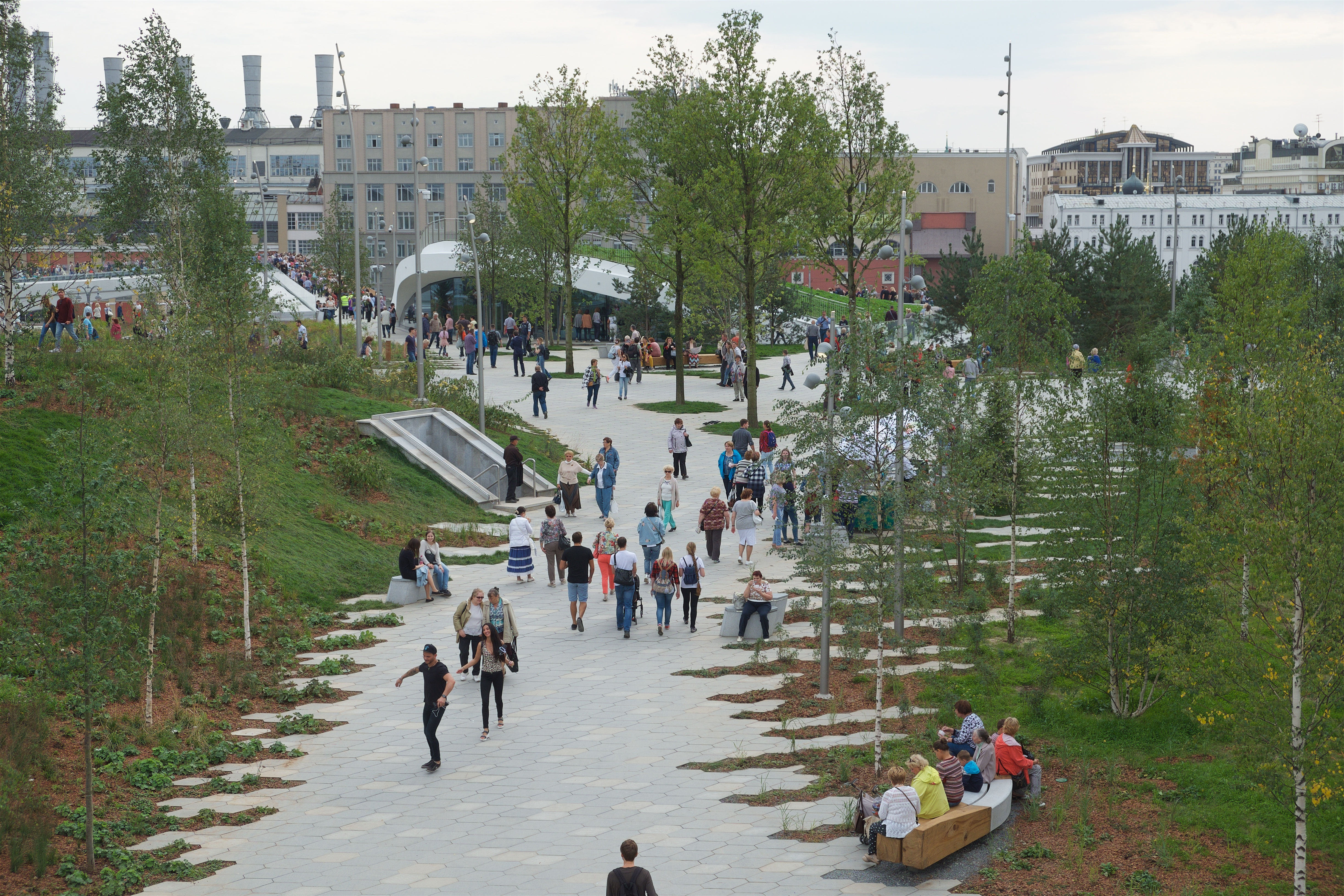
حديقة زاريادي  [لغات أخرى]‏ ، موسكو ، روسيا (2017)
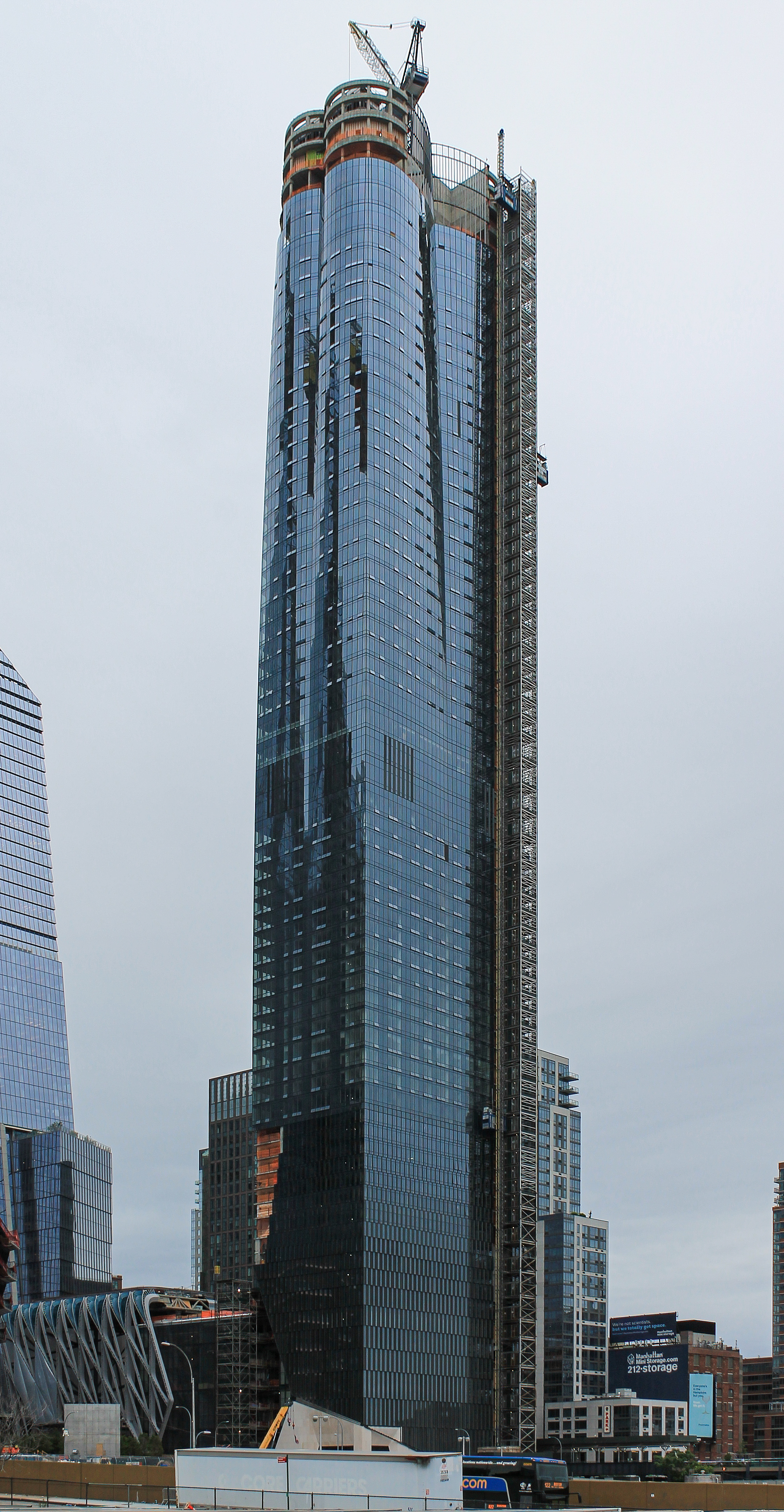
15 Hudson Yards ، Hudson Yards ، نيويورك (2019)

## الجوائز
في عام 1999، قدمت مؤسسة ماك آرثر إليزابيث ديلر وريكاردو سكوفيديو زمالات لالتزامهما بدمج الهندسة المعمارية مع قضايا الثقافة المعاصرة.  لقد تم تعيينهم مؤخرًا كزملاء في المعهد الملكي للمهندسين المعماريين البريطانيين وتم إدخالهم في الأكاديمية الأمريكية للفنون والعلوم. في عام 2012، تم انتخاب إليزابيث ديلر في الأكاديمية الأمريكية للفنون والآداب وتم اختيارها لتكون فنانة هارمان إيسنر في معهد آسبن. في عام 2013، تم تكريمها بميدالية بارنارد للتميز.
من بين الجوائز والأوسمة المرموقة الأخرى التي حصل عليها Diller Scofidio + Renfro: جائزة التصميم الوطنية من Smithsonian ؛ جائزة برونر من الأكاديمية الأمريكية للفنون والآداب؛ أوبي لإنتاج مسرحي خارج برودواي؛ ميدالية الشرف المئوية من الأكاديمية الأمريكية في روما؛ جائزة رئيس AIA ؛ وسام الشرف AIA ؛ وجوائز AIA للتصميم للعديد من المشاريع. في عام 2003، أقام متحف ويتني للفن الأمريكي  معرضًا استعاديًا لأعمال الاستوديو، معترفًا بالممارسات غير التقليدية للشركة. في عام 2009، تم اختيار إليزابيث ديلر وريكاردو سكوفيديو من بين أكثر 100 شخصية مؤثرة في العالم في مجلة تايم  وتم عرض الشركاء في مقطع مدته ساعة واحدة مع تشارلي روز. في عام 2010، صنفت Fast Company Diller Scofidio + Renfro كأكثر ممارسات التصميم ابتكارًا في المهنة ومن بين أكثر 50 شركة ابتكارًا في العالم.

## المنشورات
كتب ديلر سكوفيديو + رينفرو تشمل كمال الأجسام: حقائق وخيالات معمارية ؛ العودة إلى الجبهة: سياحة الحرب ؛ اللحم: مجسات معمارية ؛ وطمس: صنع لا شيء . أحدث كتاب في الاستوديو، Lincoln Center Inside Out: An Architectural Account ، يؤرخ لعقد من العمل لإعادة تصميم أيقونة مدينة نيويورك. Diller Scofidio + Renfro هو موضوع Scanning: The Aberrant Architectures of Diller + Scofidio ،  نشره متحف ويتني ويتضمن مقالات من تأليف آرون بيتسكي، ك.مايكل هايز ولوري أندرسون؛ دراسة Diller + Scofidio (+ Renfro): الوظيفة الهدبية بواسطة Guido Incerti و Daria Ricchi و Deane Simpson ؛ وديلر سكوفيديو + رينفرو: العمارة بعد الصور  بواسطة إدوارد ديميندبرج

## مشاريع مختارة
العمارة :
- البيت البطيء، غير مبني (1991)
- مطعم براسيري، مبنى سيجرام، نيويورك، نيويورك (2000)
- منصة مشاهدة مركز التجارة العالمي، نيويورك، نيويورك (2001)
- بلور، المعرض السويسري، بحيرة نوشاتيل (2002)
- انزلق، جيفو، اليابان (2003)
- متحف Eyebeam للفنون والتكنولوجيا، نيويورك، نيويورك (غير مبني، 2004)
- معهد الفن المعاصر، بوسطن، ماساتشوستس (2006)
- مدرسة الباليه الأمريكية، التوسع، نيويورك، نيويورك (2007)
- أليس تولي هول، إعادة التصميم، نيويورك، نيويورك (2009)
- مدرسة Juilliard ، التجديد والتوسع، نيويورك، نيويورك (2009)
- مسرح ولاية نيويورك، تجديد اللوبي، نيويورك، نيويورك (2010)
- مساحات عامة في مركز لينكولن، نيويورك، نيويورك (2010)
- Hypar Pavilion Lawn and Restaurant ، نيويورك، نيويورك (2011)
- مركز بيري ومارتي جرانوف للفنون الإبداعية، جامعة براون، بروفيدنس آر آي (2011)
- جسر الرئيس، مركز لينكولن، نيويورك، نيويورك (2012)
- متحف هيرشورن وحديقة النحت جناح موسمي قابل للنفخ، واشنطن العاصمة (غير مبني، 2012)
- هاي لاين، نيويورك، نيويورك، المراحل 1، 2، 3 (2009، 2011، 2014)
- ذا برود، لوس أنجلوس، كاليفورنيا
- متحف بيركلي للفنون وأرشيف أفلام المحيط الهادئ، جامعة كاليفورنيا ، بيركلي، كاليفورنيا
- متحف الصورة والصوت، ريو دي جانيرو، البرازيل (قيد الإنشاء)
- كلية كولومبيا للأعمال، نيويورك، نيويورك (في التصميم)
- مبنى التعليم بالمركز الطبي بجامعة كولومبيا، نيويورك، نيويورك (قيد الإنشاء)
- ذا شيد، هدسون ياردز، نيويورك، نيويورك (2019)
- 15 Hudson Yards ، Hudson Yards ، نيويورك، نيويورك (2019)
- متحف توسعة الفن الحديث، نيويورك، نيويورك (في التصميم)
- مبنى ماكميرتري، جامعة ستانفورد، بالو ألتو، كاليفورنيا
- حديقة زاريادي، موسكو، روسيا (2017)
- منتدى ديفيد إم روبنشتاين، جامعة شيكاغو، شيكاغو، إلينوي [28]
- مدرسة تيانجين جويليارد، تيانجين، الصين

التثبيت والتنظيم :
- حركة المرور ، كولومبوس سيركل، نيويورك، نيويورك (1981)
- مسرح الذاكرة ، جسر بروكلين أنكوريج، بروكلين، نيويورك (1987)
- Para-Site ، MoMA ، نيويورك، نيويورك (1989)
- السياحة: suitCase Studies " ، مركز ووكر للفنون، مينيابوليس، مينيسوتا (1991)
- الصحافة السيئة ، سفموما، سان فرانسيسكو، كاليفورنيا (1993)
- Soft Sell ، تايمز سكوير، نيويورك، نيويورك (1993)
- نائب / فضيلة ، Glassmanifest ، ليردام، هولندا (1997)
- أمريكان لون ، المركز الكندي للهندسة المعمارية، مونتريال، كندا (1998) [29]
- السيد / العبد ، مؤسسة كارتييه، باريس، فرنسا (1999)
- Travelogues ، مطار جون إف كينيدي الدولي، كوينز ، نيويورك (2001)
- جدارية ، متحف ويتني، نيويورك ، نيويورك (2003)
- الفاكس ، مركز مؤتمرات موسكون ، سان فرانسيسكو ، كاليفورنيا (2004)
- هل يتناسب العقاب مع الجريمة؟ مؤسسة Fondazione Sandretto Re Rebaudengo تورين ، إيطاليا (2008)
- رسم أكشن ، مؤسسة بيلر ، بازل ، سويسرا (2008)
- سوك خفيف ، بتكليف من سواروفسكي (2009)
- تشين سيتي ، بينالي البندقية الدولي الحادي عشر للهندسة المعمارية ، البندقية ، إيطاليا (2008)
- أربوريس لاتاي ، بينالي ليفربول ، ليفربول ، المملكة المتحدة (2008)
- خروج ، مؤسسة كارتييه ، باريس ، فرنسا (2009)
- مثقاب أطفال مثقاب ، MAXXI ، روما ، إيطاليا (2010)
- أسبوع الموضة ، دخول الستارة في مركز لينكولن ، نيويورك ، نيويورك (2010)
- Open House ، بالتعاون مع Droog ، Levittown ، NY (2011)
- كيف أصبح النبيذ حديثًا ، سفموما، سان فرانسيسكو كاليفورنيا (2011)
- The Art of Scent: 1889-2010 ، متحف الفنون والتصميم ، نيويورك ، نيويورك (2012-2013)

أداء :
- الهدف المتحرك ، شارلروا، بلجيكا (1996)
- EJM الأول والثاني ، تم الأداء دوليًا (1998)
- Jet Lag ، عمل مسرح الوسائط المتعددة ، عرض لأول مرة في نيويورك ، نيويورك (1998)
- من هو DADA الخاص بك؟ ، MoMA ، نيويورك ، نيويورك (2006)
- موسيقى السفر ، Evento 2009، بوردو ، فرنسا (2009)
- كن نفسك ، بالتعاون مع مسرح الرقص الأسترالي ، أديلايد ، أستراليا (2010)

## الافلام الوثائقية
- ديلر سكوفيديو + رينفرو ، إعادة تخيل مركز لينكولن وهاي لاين (دير. مافي دن وتوم بايبر ، 2012، 54 دقيقة)

## روابط خارجية
- الموقع الرسمي
- جاردنر ، رالف. «من قلم المصمم إلى بلازا في مركز لينكولن» . صحيفة وول ستريت جورنال . 2 يوليو 2013.
- Øye ، فيكتوريا بوج. «Diller Scofidio + Renfro: سادة الفضاء ، يُنظر إليه من خلال مرآة الرؤية الخلفية» . استعراض لوس أنجلوس للكتب . 22 يونيو 2013.
- كينيكوت ، فيليب. «مع Hirshhorn Bubble ، يمكن أن يكسر Smithsonian DC من الركود» . واشنطن بوست . 17 مايو 2013.
- مور ، روان. «ليز ديلر: لقد اعتقدنا أننا كنا سنطرد منذ فترة طويلة» . الجارديان . 29 ديسمبر 2012.
- فيلر ، مارتن. «المدينة مسرحهم» . استعراض نيويورك للكتب . 27 سبتمبر 2012.
- جولدبيرجر ، بول. «نيويورك هاي لاين: معجزة فوق مانهاتن» نسخة محفوظة 16 مارس 2011 على موقع واي باك مشين. . ناشيونال جيوغرافيك . أبريل 2011.
- ديفيدسون ، جاستن. «المخادعون» . نيويوركر . 14 مايو 2007.